# Aumetz
Aumetz település Franciaországban, Moselle megyében. Lakosainak száma 2401 fő (2022. január 1.). Aumetz Boulange, Beuvillers, Crusnes, Errouville, Serrouville, Audun-le-Tiche, Ottange és Tressange községekkel határos.

## Népesség
A település népességének változása:
| Lakosok száma | 2465 | 2183 | 2161 | 2207 | 2299 | 2307 | 2319 | 2351 | 2368 | 2401 |
|               | 1968 | 1982 | 1990 | 2006 | 2013 | 2015 | 2017 | 2019 | 2020 | 2022 |